# Lance Acord
Pour les articles homonymes, voir Acord.
Lancelot J. "Lance" Acord, né le 9 septembre 1964 à Fresno (Californie), est un directeur de la photographie et réalisateur de publicités américain.

## Biographie
Il fait ses études supérieures au San Francisco Art Institute dans la section cinéma. Il commence sa carrière au côté de Bruce Weber et est le directeur de la photographie de plusieurs clips musicaux et publicités. Il travaille ainsi sur les clips de 7 Seconds (1994), de Youssou N'Dour et Neneh Cherry, Crush with Eyeliner (1995), de R.E.M., It's Oh So Quiet (1995) et Bachelorette (1997), de Björk, et Let Forever Be (1999), des Chemical Brothers.  En 2001, il remporte le MTV Video Music Award de la meilleure photographie pour le clip de Weapon of Choice de Fatboy Slim réalisé par Spike Jonze.
Son premier long métrage en tant que directeur de la photographie est Buffalo '66 de Vincent Gallo. Il a ensuite travaillé principalement avec ses amis Spike Jonze (Dans la peau de John Malkovich, Adaptation, Max et les Maximonstres) et Sofia Coppola (Lost in Translation, Marie-Antoinette). Il est membre de l'American Society of Cinematographers.
En 2011, il réalise la publicité The Force pour Vokswagen mettant en scène un enfant qui joue à Dark Vador, le fameux personnage de Star Wars. Cette publicité fait le tour du monde et est projetée avant le Super Bowl. D'une durée d'une minute, elle révolutionne le monde de la publicité par son format long et l'engouement qu'elle suscite notamment sur les réseaux sociaux. Elle obtient la même année un Lion d'or à Cannes Lions Festival.

## Filmographie comme directeur de la photographie
- 1998 : Buffalo '66, de Vincent Gallo
- 1998 : Lick the Star (court métrage), de Sofia Coppola
- 1999 : Dans la peau de John Malkovich, de Spike Jonze
- 2001 : Southlander, de Steve Hanft et Ross Harris
- 2002 : The Dangerous Lives of Altar Boys, de Peter Care
- 2002 : Adaptation, de Spike Jonze
- 2003 : Lost in Translation, de Sofia Coppola
- 2006 : Marie-Antoinette, de Sofia Coppola
- 2009 : Max et les Maximonstres, de Spike Jonze
- 2014 : God's Pocket, de John Slattery

## Réalisateur de publicités
- 2011 : Publicité The Force pour Volkswagen - Lion d'or à Cannes 2011
- 2014 : Publicité Misunderstood pour Apple - Lion d'Argent à Cannes 2014
- 2014 : Publicité Pick Them Back Up pour P&G - Lion d'or à Cannes 2014
- 2019 : Publicité A Holiday Reunion pour Xfinity[4]